# Атамекен (Павлодарская область)
Атамекен — посёлок в Павлодарской области Казахстана. Находится в подчинении городской администрации Павлодара. Административный центр и единственный населённый пункт Ленинской поселковой администрации. Код КАТО — 551045100.

## Географическое положение
Атамекен расположен в 12 километрах к западу от Павлодара на левом берегу реки Иртыш. В поселке находится железнодорожная станция Жолкудук линии Павлодар — Астана.

## История
Основан в начале в 1914 году в урочище Бидаик как административный аул № 7.
До 1923 года находился в Аксуйской волости Павлодарского уезда Семипалатинской области, с 1923 года — в Павлодарской волости, с 1928 года — в Павлодарском районе Павлодарского округа, с 1930 года — в Павлодарском районе Восточно-Казахстанской области, с 1938 года — в Кагановическом районе Павлодарской области, с 1957 году — в Ермаковском районе.
В 1920-е годы в ауле возникли 2 колхоза «Енбек» и «VII Съезд Советов». В 1930-х годах здесь была основана Ленинская машинно-тракторная станция, действовавшая до 1957 года.
В 1965 году населённый пункт получил статус посёлка и имя Ленинский. С 1973 по 1999 годы находился в подчинении Ильичевского райсовета (акимата).
29 апреля 2023 года решением акимата посёлка Ленинский посёлок был предложен к переименованию в Атамекен. Совместным постановлением акимата Павлодарской области от 28 декабря 2023 года № 4 решением Павлодарского областного маслихата от 28 декабря 2023 года № 105/8 «О переименовании некоторых административно-территориальных единиц Павлодарской области» посёлок был официально переименован в Атамекен.

## Население
В 1985 году в посёлке проживало 9800 человек. В 1999 году население посёлка Ленинского составляло 8072 человека (3906 мужчин и 4166 женщин). По данным переписи 2009 года в посёлке проживало 8619 человек (4225 мужчин и 4394 женщины).
На начало 2019 года население Ленинского составило 9982 человека (4920 мужчин и 5062 женщины).

## Уроженцы
В Ленинском родился рэпер Скриптонит.